# Cine Chilectra
Cine Chilectra es un ciclo de cine familiar que se desarrolla en multicanchas de la ciudad de Santiago. Este ciclo se extiende durante las noches de verano, de diciembre hasta marzo, a través de un montaje de un cine itinerante con una cartelera apta para toda la familia. 
El año 2011 celebró su sexta versión con setenta funciones en treinta comunas de Santiago en las que se exhibieron películas como Río, Cars 2, Kung Fu Panda 2, Megamente y Enredados, entre otras.